# Amplinus palicaudatus
Amplinus palicaudatus är en mångfotingart som först beskrevs av Carl Graf Attems 1901.  Amplinus palicaudatus ingår i släktet Amplinus och familjen Aphelidesmidae. Inga underarter finns listade i Catalogue of Life.